# Попереду океан
«Попереду океан» (рос. «Впереди океан») — трьохсерійний радянський художній фільм 1983 року, знятий на Свердловській кіностудії.

## Сюжет
Міні-серіал. Бригада прохідників споруджує тунель на БАМі. Головний герой фільму бригадир Костянтин Басаргін — особистість відома, авторитетна, його ім'я відоме далеко за межами будівництва. Але слава запаморочила йому голову. У забої відбувається аварія, викликана землетрусом, а в цей час Басаргін бере відпустку і їде по особистих справах…

## У ролях
- Валерій Рижаков — Костянтин Ілліч Басаргін, бригадир
- Ольга Харченко — Ірина Королькова
- Андрій Ярославцев — Віктор Солдатов
- Любов Полехіна — Зінка
- Лелде Вікмане — Ілга
- Євген Карельських — Віталій Іванович Зернов
- Ігор Сихра — Степан Мигуля, член бригади прохідників
- Андрій Калашников — Пашка Горохов, член бригади
- Олександр Лебедєв — Іван Іванович, член бригади
- Любов Мишева — Ольга Михайлівна Смирнова
- Віктор Уральський — Максим Федорович, «Магеллан»
- Вікторія Духіна — мати Ірини
- Юрій Ніфонтов — Олег Жирновський
- Лариса Негрєєва-Цесляк — Клава
- Яніс Клушс — Яніс, член бригади прохідників
- Юрій Гусєв — Сергій Петрович Нефьодов
- Василь Корзун — Юрій Михайлович, батько Ірини
- Олена Кліщевська — Тося Щепетильникова
- Ігор Незлобинський — епізод
- В'ячеслав Петрушин — епізод
- Ніна Шарова — провідниця
- Дмитро Шилко — член комісії
- Микола Смирнов — епізод
- Леонід Грицайчук — епізод
- Алла Сморавська — епізод
- Анатолій Дяченко — епізод
- Валентина Грекова — епізод

## Знімальна група
- Режисер — Володимир Лаптєв
- Сценарист — Анатолій Галієв
- Оператор — Анатолій Лєсніков
- Композитор — Едуард Богушевський